# مستوطنات هولندا الجديدة

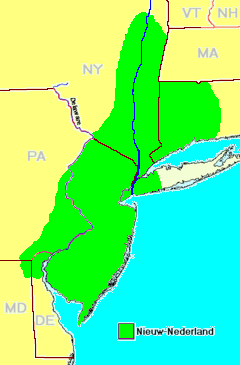
الأراضي التابعة لهولندا في 1660.

كانت هولندا الجديدة (نيو نذرلاند) إقليمًا استعماريًا من القرن السابع عشر تابع لجمهورية البلدان المنخفضة السبعة المتحدة على الساحل الشمالي الشرقي لأمريكا. كان الإقليم المزعوم أرضًا ممتدة من شبه جزيرة ديلمارفا إلى جنوب كيب كود. اليوم، تُعد مناطق الاستيطان السابق جزءًا من ولايات إقليم الأطلسي الأوسط وهي نيويورك ونيو جيرسي وديلاوير، مع مستوطنات صغيرة في كونيتيكت وبنسلفانيا. توضعت عاصمتها، نيو أمستردام، في الطرف الجنوبي من جزيرة مانهاتن على خليج نيويورك العلوي.
استُكشفت المنطقة في البداية عام 1609 من قِبل هنري هدسون خلال رحلة استكشافية لشركة الهند الشرقية الهولندية. جرى مسحها في وقت لاحق ومُنحت وثيقة تمليكها وأُطلق عليها اسمها في عام 1614. أطلق الهولنديون أسماءً على الأنهار الثلاثة الرئيسية في المقاطعة وهي نهر زويد (نهر الجنوب، نهر ديلاوير حاليًا) ونهر نورت (نهر الشمال، نهر هدسون حاليًا) ونهر فيرتشيه (النهر الجديد، نهر كونيتيكت حاليًا). اعتزموا استخدامهم للوصول إلى المناطق الداخلية وللسكان الأصليين ومن أجل تجارة الفراء المربحة.
يتطلب القانون الدولي الاكتشاف والميثاق والاستيطان لإتمام المطالبة الإقليمية. رُفضت عملية استيطان واسعة النطاق لصالح نموذج معمول به في آسيا بإنشاء مصانع (مراكز تجارية مع وجود عسكري ومجتمع صغير من المستوطنين). يشار إلى هذه الفترة أحيانًا باسم العصر الذهبي الهولندي، رغم الحروب المستمرة في القارة الأوروبية، وصعوبة تجنيد أفرادٍ من الشعب لعدم رغبتهم بالتخلي عن الازدهار الاقتصادي والحيوية الثقافية في أوروبا. أدى سوء الإدارة ونقص التمويل من قِبل شركة الهند الغربية الهولندية إلى إعاقة الاستيطان المبكر، فضلًا عن حالات سوء التفاهم والصراع المسلح مع الهنود. أدى تحرير التجارة وبلوغ درجة من الحكم الذاتي وخسارة البرازيل الهولندية إلى نمو هائل في خمسينيات القرن السابع عشر. كانت عمليات نقل السلطة من هولندا إلى إنجلترا سلمية في الإقليم، اتخذ آخرها الطابع الرسمي في عام 1674.

## جزيرة نَت
منح مجلس طبقات الأمة في الجمهورية الهولندية شركة الهند الغربية الهولندية حديثة التشكيل احتكارًا تجاريًا على المنطقة عام 1621، وأصبحت هولندا الجديدة إقليمًا من الجمهورية الهولندية في 1624. اختير نهر الجنوب في البداية موقعًا للعاصمة لتمتعها بالمناخ الأفضل حسب رأي المستعمرين. ومع ذلك، فإن رطوبة الصيف والبعوض والشتاء المتجمد جعلوا نهر الشمال مغريًا أكثر. جاء المستوطنون إلى العالم الجديد على متن عدد من السفن، وفي البداية إلى جزيرة نوتن وبعدها بفترة وجيزة إلى طرف مانهاتن، وشرع المستعمرون في بناء حصن أمستردام، الذي بدأت المستعمرة تتوسع حوله. وُزعت مجموعات صغيرة من الوافدين الأوائل في حصن أورانج أو حصن ويليموس أو إلى كييفتس هويك (ركن الزقزاق) ولكن جرى استدعاء أولئك الذين ذهبوا إلى حصن ويليموس وكييفتس هويك في وقت لاحق. من بين آخرين، نجح عددٌ من جماعة الوالون و11 أفريقيًا من العبيد المملوكين للشركة، في العبور.

## الرعيات
في عام 1629، قدمت شركة الهند الغربية الهولندية ميثاق الحريات والاستثناءات، وهو سلسلة من الحوافز المعروفة باسم نظام باترون (الراعي). من خلاله، تمكن الأعضاء المستثمرون من الحصول على براءات تمليك  للأراضي وعلى حقوقٍ إقطاعية، تُشبه حقوق المالك الإقطاعي إلى حد ما، في حال طبقوا شروطًا معينة، بما في ذلك نقل ما لا يقل عن 50 شخص وتوطينهم. أُجريت محاولات عدة، ولكن النجاح الملحوظ الوحيد كان إقطاعية رينسلايرزويك. أُعيدت بافونيا، في الجهة المقابلة لأمستردام الجديدة عبر النهر، إلى الشركة وأصبحت عقارًا تديره الشركة. في عام 1640، تغيرت سياسة الشركة وسمحت للأفراد ذوي المكانة الجيدة بشراء الأراضي.

## نهر الجنوب
كانت مستعمرة زواننديل إحدى الرعيات الحاصلة على براءة تمليك ودعاها البريطانيون لاحقًا باسم لويس، ديلاوير (لا تزال المدينة معروفة على هذا النحو)، وهي أول مستوطنة استعمارية هولندية على نهر زويد (خليج ديلاوير)، ولكنها نُهبت بعد وقت قصير من تأسيسها في عام 1631. بعد عام 1638، كان الاستيطان بمعظمه في السويد الجديدة، وخضع لسيطرة هولندا الجديدة في عام 1655 عندما بُني حصن كازيمير. في عام 1663، حاول بيتر كورنليزون بلوكهوي إنشاء مستوطنة طوباوية في المنطقة، لكنها تلاشت في ظل الحكم الإنجليزي.